# Live Freaky Die Freaky
Live Freaky Die Freaky è un film d'animazione in stop motion del 2006 diretto da John Roecker. Si tratta di una black comedy basata sugli omicidi perpetrati dalla "Famiglia" Manson nel 1969. Produzione indipendente, è stato distribuito direttamente in DVD negli Stati Uniti il 17 gennaio 2006, e successivamente ha ricevuto una limitata distribuzione nei cinema statunitensi il 20, 27 e 28 gennaio seguenti.
Il film include il doppiaggio dei personaggi da parte di artisti noti in ambito rock e non.

## Trama
Nell'anno 3069, in un futuro post-apocalittico dove il pianeta Terra è stato privato di tutte le sue risorse, un uomo di nome Nomad trova accidentalmente un libro intitolato Helter Skelter mentre era alla ricerca di cibo nella zona desertica dove un tempo sorgeva la città di Los Angeles. Erroneamente crede che il libro sia la Bibbia, e lo legge credendo che "Charles Hanson" (molti dei nomi dei personaggi si ispirano ai nomi reali delle persone coinvolte negli omicidi della setta di Charles Manson, con qualche lettera cambiata) sia il messia. Mentre Nomad prosegue la lettura, un flashback ci fa tornare indietro nel tempo al 1969 quando Susan Hatkins incontra Charlie durante un brutto trip di LSD. Charlie la rinomina "Hadie" e la ragazza viene accettata nella Family, il gruppo di seguaci di Hanson, dove i membri pianificano di cambiare il mondo, combattendo il sistema e suonando musica. Dopo aver scoperto che la capricciosa e snob attrice Sharon Hate si prepara a girare un film nel deserto dove vive la Family, Charlie e i suoi decidono di ucciderla. Charlie dichiara di ricevere messaggi attraverso canzoni pop, come I Want to Hold Your Hand, dove i Beatles gli dicono di uccidere Sharon Hate.
Subito dopo aver brutalmente massacrato Sharon Hate e i suoi amici, Hay e Abigail, la Family sposta l'attenzione nei confronti dei coniugi Ha Bianca, dopo che Mr. Ha Bianca (che era stato "molto scortese" con Squeaky, una delle adepte di Hanson) decide di far costruire un parcheggio dove vive il gruppo di Charlie, in memoria di Sharon Hate. La Family uccide lui e la moglie, e successivamente la setta viene scovata nel deserto dalla polizia, e i membri principali vengono processati e condannati alla camera a gas, alla sedia elettrica, e all'impiccagione.
Tornati nel 3069, dopo aver letto la storia, Nomad si incide una "X" sulla fronte e inizia ad adorare Charlie Hanson come una sorta di messia.

## Colonna sonora
1. Overture
2. No Sense Makes Sense
3. ... It Was A Big and Beautiful Dream ...
4. Charlie?
5. Bad Vibrations (One Too Many Afternoons)
6. These Three Holes!
7. Mechanical Man
8. Cafe 666
9. This Upside Down River
10. Strangle a Tree
11. The Pass Where the Devil Can See
12. Creepy Crawl
13. Healter Skelter
14. August 9
15. Buzzsaw Twist
16. Folie A' Famille
17. All the Good Things (We Could Have Done)
18. I Am Just a Reflection of You
19. We Watch You as You Sleep
20. Light Fires In Your Cities
21. Live Freaky Die Freaky (Your Blood Will Set You Free)

## Polemiche
Volutamente provocatorio, il film fu tacciato di cattivo gusto e poca sensibilità nei confronti dei parenti e della memoria delle vittime della setta di Manson. A causa delle polemiche, Live Freaky Die Freaky venne rifiutato da molti festival cinematografici statunitensi.